# Kent Beyda
Kent Beyda (* 11. Oktober 1953 in Bethesda, Maryland) ist ein US-amerikanischer Filmeditor.
Kent Beyda begann Mitte der 1970er Jahre als Schnittassistent. Seit 1980 ist er als selbstständiger Editor tätig.

## Filmografie (Auswahl)
- 1984: This Is Spinal Tap
- 1985: Die rabenschwarze Nacht – Fright Night (Fright Night)
- 1987: Die Reise ins Ich (Innerspace)
- 1988: Spacecop L.A. 1991 (Alien Nation)
- 1990: Gremlins 2 – Die Rückkehr der kleinen Monster (Gremlins 2 - The New Batch)
- 1991: Der große Blonde mit dem schwarzen Fuß (True Identity)
- 1992: Der letzte Komödiant – Mr. Saturday Night (Mr. Saturday Night)
- 1994: Flintstones – Die Familie Feuerstein (The Flintstones)
- 1995: Vergiß Paris (Forget Paris)
- 1997: George – Der aus dem Dschungel kam (George of the Jungle)
- 2000: Big Mama’s Haus (Big Momma´s House)
- 2002: Scooby-Doo
- 2010: Yogi Bär (Yogi Bear)
- 2010: Jonah Hex
- 2012: Die Bestimmer – Kinder haften für ihre Eltern (Parental Guidance)
- 2016: Angry Birds – Der Film (The Angry Birds Movie)
- 2017: Lieber Diktator (Dear Dictator)
- 2018: The Witch Files
- 2019: Angry Birds 2 – Der Film (The Angry Birds Movie 2)
- 2021: Here Today